# Kościół Narodzenia Najświętszej Maryi Panny „Tal-Belliegħa” w Lii
Kościół Narodzenia Najświętszej Maryi Panny „Tal-Belliegħa” (malt. Il-knisja tal-Twelid tal-Vergni Marija, ang. Church of the Nativity of the Virgin Mary), znany też jako kościół Matki Bożej Zwycięskiej “Tal-Belliegħa” (Il-Knisja tal-Vitorja “Tal-Belliegħa”) – rzymskokatolicki kościół leżący w miejscowości Lija na Malcie. Znajduje się przy Triq Marbel Strickland. Świątynia wchodzi w skład parafii Lija.

## Historia
Kościół, który dziś stoi na tym miejscu, jest ostatnim z wielu, które, jak to często miało miejsce, zostały zburzone i odbudowane w pobliżu. Kaplica na tym terenie istniała już w 1575, kiedy wizytował ją wizytator apostolski prałat Pietro Dusina. Wówczas kaplica ta była poświęcona Wniebowzięciu Matki Bożej; była już znana jako „Tal-Belliegħa”. Brakowało wielu elementów do sprawowania kultu, a i sam budynek nie był w dobrym stanie. Stan ten trwał do około 1601, kiedy świątynia została odbudowana.

Nowy kościół funkcjonował aż do 1658, kiedy to spotkał go los poprzedniego i popadł w ruinę. Jednak w 1666 ponownie otwarto go dla wiernych.
W 1740 (lub 1747) świątynię przebudowano, tym razem nie na pierwotnym miejscu, ale nieco dalej. Zmieniono wówczas wezwanie na Narodzenia Najświętszej Maryi Panny, ale przydomek „Tal-Belliegħa” pozostał. Jest to kościół, który stoi do dzisiaj.
W czasie II wojny światowej kościół ten, podobnie jak inne małe kościoły w tej miejscowości, służył jako schronienie uchodźcom, którzy przybyli z okolic Three Cities.
W latach 60. XX wieku kościół został odnowiony i odrestaurowany, o czym informuje marmurowa tablica wewnątrz. Prace zostały sfinansowane przez Mabel Strickland, która mieszkała w pobliżu. W latach późniejszych Stowarzyszenie Doktryny Chrześcijańskiej prowadziło w kościele katechezę dla dziewcząt.
Ostatnia restauracja została zakończona w maju 2023. Prace obejmowały interwencję mającą na celu usunięcie zagrożenia na skutek uszkodzenia latarni, naprawę pokrycia kopuły, dachu kościoła i zakrystii, wymianę i naprawę okien, oczyszczenie elewacji, zakrywanie kabli i wymianę bloczków wapiennych, które uległy zniszczeniu. Prace przeprowadził Departament Restauracji Ministerstwa Dziedzictwa Narodowego Malty.

## Architektura
Nie jest znany architekt istniejącego dziś kościoła. Kościół został zbudowany z lokalnego wapienia globigerynowego. 

### Wygląd zewnętrzny
Choć kościół ma kształt ośmiokąta, z zewnątrz widoczne są tylko trzy boki. W każdym z czterech widocznych narożników prosty podwójny pilaster w stylu toskańskim. Na pilastrach wspiera się belkowanie. Na narożnikach nad pilastrami kamienne ozdoby w kształcie żołędzia.

Pośrodku fasady znajdują się drzwi, z nieco szeroką, ale jednocześnie prostą kamienną ramą zakończoną półkoliście, nad nią łukowaty element w formie gzymsu. Nadświetle ozdobione żelaznym przeziernikiem ze stylizowaną literą „M” jest jednym z elementów doświetlających wnętrze.

W widocznych elewacjach bocznych po obu stronach fasady wykonane są stosunkowo duże kwadratowe okna zamknięte żelazną kratą i od wewnątrz drewnianymi okiennicami. Okna są nisko umieszczone, pod każdym znajduje się niewielki stopień, na którym można uklęknąć. Przez okna, kiedy kościół był zamknięty, wierni mogli adorować Najświętszy Sakrament lub się pomodlić.
Kościół przykrywa kopuła ze stosunkowo dużą latarnią z ośmioma dużymi prostokątnymi oknami, rozdzielonymi pionowymi esownicami. Latarnia jest przykryta małą spłaszczoną kopułą, na której znajduje się niewielki kamienny krzyż.
Za kopułą nieco po prawej stronie kościoła znajduje się prosta dzwonnica typu bell-cot, bez dzwonu. Z zewnątrz jest trudna do zauważenia. Z jakiegoś powodu na tej dzwonnicy znajduje się kamienny krzyż Rycerzy św. Jana. Można jedynie spekulować, dlaczego krzyż ten się tam znalazł, gdyż nie wydaje się, aby istniał jakikolwiek związek pomiędzy tym kościołem a Zakonem.
Po lewej stronie kościółka znajduje się niewielki ogródek. Nad drzwiami prowadzącymi do niego z ulicy znajduje się mocno zniszczona marmurowa płyta z tekstem w języku włoskim. Na niej znajdują się duże litery D.O.M. na początku, oraz L.D.B.M. (co prawdopodobnie oznacza: Locum Datum Bene Merenti – „miejsce zostało przyznane temu, kto na to zasłużył”) na końcu zapisu. Wydaje się, że na płycie tej widnieje informacja, że zgodnie z aktami notariusza Giuseppe Dimecha ogród ten miał zostać przekazany w dzierżawę na 99 lat niejakiemu Pascuale, synowi Giovanniego Sammuta z Lii. Dzierżawa ta powinna obowiązywać od roku 1774. Ciekawostką jest fakt, że wyraźnie napisano, iż ten mały ogród jest znany jako „Tal Bellea”. Potwierdza to, że przydomek ten na pewno był używany już w XVIII wieku.

### Wnętrze kościoła
Po niedawno zakończonej (maj 2023) odnowie kościoła wnętrze przedstawia się dobrze. Od wewnątrz kościół ma kształt owalny, nawiązujący do stylu barokowego. Znajduje się tam jeden kamienny ołtarz, umieszczony w głębokiej na około 1 metr apsydzie. Na równie kamiennej predelli proste retabulum w formie kamiennej ramy, w której niegdyś umieszczony był obraz tytularny. Nad apsydą znajduje się ozdobny kamienny kartusz przedstawiający gołębicę z promieniami od niej wychodzącymi, która symbolizuje Ducha Świętego.
Kopuła przykrywająca kościół wsparta jest na ośmiu pilastrach w stylu jońskim, sama zaś jest podstawą latarni z ośmioma oknami, które dobrze doświetlają wnętrze świątyni. Tak kopuła jak i latarnia od wewnątrz pomalowane są na niebiesko, kolor Madonny.

#### Obrazy niegdyś znajdujące się w kościele
Zanim kościół został opuszczony, obrazy w nim się znajdujące zostały zabezpieczone i są przechowywane w kościele parafialnym w Lii.

Są to:
- Mistyczne zaślubiny św. Katarzyny, obraz kiedyś znajdujący się w ołtarzu; autor: Francesco Zahra[2][6] lub Gio Nicola Buhagiar[9]
- Święty Wincenty Ferreriusz, obraz kiedyś w prostokątnej ramie z ozdobnymi elementami na górze i dole, umieszczony na bocznej ścianie[2]; autor: Francesco Zahra lub Gio Nicola Buhagiar[9]
- Matka Boża Światłości ze św. Kajetanem, obraz kiedyś w prostokątnej ramie, umieszczony naprzeciw obrazu Św. Wincentego[2]; autor: Francesco Zahra[9]
- Święty Paschalis Baylón
- Święty Roch
- Święty Paweł od Krzyża
- Święty Franciszek Ksawery – te cztery obrazy niegdyś w owalnej ramie z muszelką na górze, umieszczone były między pilastrami naprzemiennie z obrazami prostokątnymi; ich autor/autorzy są nieznani[2]
- Święta Filomena, autor: A. Falzon[2] lub Falson[6]

Przy drzwiach umieszczone jest małe kamienne aspersorium w kształcie muszli, zaś w zakrystii znajdują się płaskorzeźby Via Sagra.

## Pochodzenie przydomka „Tal-Belliegħa”
Słowo belliegħa w języku maltańskim może oznaczać „bezdenną głębinę, czeluść pod ziemią”, ale również „tego, który połyka”, „połknąć”, także „wir wodny”.
Legenda powiada, że za kościołem było pole, na którym w święto Świętego Krzyża, które wówczas było świętem nakazanym i surowo przestrzeganym, jego właściciel wykonywał prace polowe. Mówi się, że gdy orał, ziemia się rozwarła i pochłonęła („połknęła”) go wraz ze zwierzętami. To wydarzenie mogło być powodem nazwania kościoła tym przydomkiem.

Mówi się także, że nazwa kościoła mogła wziąć się od nazwiska dobroczyńcy o nazwisku Belliegħa, które to nazwisko istniało naprawdę i które dziś zostało skrócone do Bellia. 

## Ochrona dziedzictwa kulturowego
Od 27 sierpnia 2012 kościół jest umieszczony w National Inventory of the Cultural Property of the Maltese Islands pod numerem 00832.